# Sanoflore
 (septembre 2020).
Sanoflore est une marque française de cosmétiques certifiés Bio par Ecocert située à Gigors-et-Lozeron dans le Vercors (Drôme).
L’histoire de Sanoflore commence en 1972 sur les contreforts sud du Vercors avec Rodolphe Balz, dans des jardins expérimentaux de plantes aromatiques. Il crée la ferme herboristerie Sanoflore, puis en 1986 le laboratoire Sanoflore qu’il dirige jusqu’en 1998. Rachetée en 2006 par le Groupe L’Oréal, Sanoflore est rattachée à la Division Cosmétique Active.

## Historique
En 1972, Rodolphe Balz, crée un laboratoire de formulation de cosmétique, au col de Verraut à Eygluy. Il le nomme Sanoflore pour faire référence à Sanus (racine latine des termes sain, santé) et à Flora (racine latine de fleur et qui désigne également les végétaux) pour signifier « la santé par les plantes ».
Dès les années 1970, Rodolphe Balz se passionne pour les plantes aromatiques et l’aromathérapie. Il publie en 1986 un ouvrage sur les propriétés des huiles essentielles : « Les huiles essentielles et comment les utiliser »,,,,.
Attaché à l’agriculture biologique, dans les années 1980, il fut co-rédacteur du cahier des charges de l’Agriculture Biologique Français. Il participe à l’élaboration du cahier des charges de la cosmétique écologique et biologique Cosmebio (association professionnelle française de la cosmétique écologique et biologique), dont il est président d’honneur.
Rodolphe Balz crée également un jardin de plantes aromatiques et médicinales et une ferme herboriste expérimentale.
En 1986, Sanoflore crée à L’Escoulin, la distillerie Sanoflore.
En 1993, Sanoflore crée le premier groupement de producteurs de plantes aromatiques et médicinales Bio en France[réf. souhaitée] (SICA Bio Plantes) et en est aujourd’hui toujours partenaire via sa collaboration avec Elixens.
En 1995, le laboratoire Sanoflore quitte le col de Verraut à Eygluy et s’installe sur un domaine de 15 ha sur le plateau des Chaux à Gigors et Lozeron.
En 2006, Sanoflore est rachetée par le groupe L’Oréal et rattachée à la division Cosmétique Active. Ce rachat s’accompagne d’un agrandissement du Laboratoire de recherche et la généralisation des tests cliniques.
En 2009, Sanoflore noue un partenariat avec un sous-traitant et conditionneur spécialisé dans les cosmétiques Bio. Filiale du groupe familial ardéchois Fareva, Fareva Bio, qui est depuis chargé de la production des produits de la marque.
En 2013, Sanoflore lance Aqua magnifica.
Les produits Sanoflore sont commercialisés en pharmacie, parapharmacie et une sélection de magasins Bio. 70% des produits de la marque sont vegan.
En 2023, l'entreprise est reprise par Ekkio Capital, société française d'investissement spécialiste des PME.

## Ferme expérimentale
Lors de la création de la ferme, en 1995, le laboratoire s’installe sur le plateau des Chaux à Gigors et Lozeron de 15 ha de terres transformé en ferme expérimentale.

## Distillerie
Reprise par Elixens en 2010, elle est équipée d’un refroidisseur adiabatique pour ne plus prélever d’eau dans la rivière en remplacement des vases de refroidissement avec serpentins. La distillerie est restée dans la zone protégée au cœur d’une zone Natura 2000.
La distillerie est agréée pour la production d’eaux florales et d’huiles essentielles bio depuis plus de 30 ans.

## Jardin botanique
En 1995, un lac de 3 000 m3 a été creusé et étanchéifié à proximité du laboratoire Sanoflore pour recueillir les eaux de pluie. Entre ce lac et le laboratoire, le jardin botanique abrite jusqu’à 350 espèces. Le lac a permis la création d’une zone humide sur ce plateau, jusqu’alors très sec, avec un bassin de plantes aquatiques, un ruisseau et une mare qui abrite des grenouilles et sert d’abreuvoir à de nombreuses espèces d’oiseaux. Sur le plateau ont également étaient installés des nichoirs pour les mésanges et le moineau soulcie en lien avec la Ligue de Protection des Oiseaux,.
Le jardin s’organise en plusieurs zones thématiques.
Le jardin botanique est toujours ouvert au public. On n’y pratique que l’agriculture biologique, sans pesticides ni engrais chimiques ou désherbants.

## Engagements
Les flacons et les tubes sont élaborés à partir de plastique 100 % recyclable et au moins 25 % de plastique recyclé. Les étuis sont à 100 % faits de carton recyclable et sourcé FSC (zéro déforestation).